# Brinsley Schwarz
I Brinsley Schwarz sono stati tra i primi gruppi pub rock inglesi.

## Storia del gruppo
Nacquero nel 1969 come progetto alternativo psichedelico del gruppo pop dei Kippington Lodge, formati nel 1967, con alle spalle solo una manciata di singoli senza successo commerciale. La formazione originaria era composta dal chitarrista Brinsley Ernst Pieter Schwarz che diede al gruppo il nome, dal bassista Nick Lowe, da Bob Andrews alle tastiere e Billy Rankin alla batteria.
Firmarono con il manager Dave Robinson che procurò loro un contratto e la possibilità di suonare di spalla a Van Morrison ed ai Quicksilver Messenger Service al Fillmore East di New York City, il 3 e 4 aprile 1970. A causa di un problema di visto dovettero atterrare in Canada ed entrare negli Stati Uniti solo poco prima del concerto e dovettero suonare con una strumentazione in affitto e senza provare. Nelle successive settimane le performance ricevettero critiche negative come anche il loro eponimo album di debutto pubblicato sempre in aprile appena tornati in patria.
Il secondo album Despite It All uscito entro la fine dell'anno dalla forte impronta country era influenzato dagli Eggs over Easy gruppo statunitense che avevano visto suonare a Kentish Town ed apprezzato per il loro stile rilassato e per il ricco repertorio.
Nel 1971 si aggiunse un secondo chitarrista, Ian Gomm, poco prima delle registrazione del terzo album Silver Pistol. In risposta alle attese della stampa scelsero di stare lontano dal pubblico e passarono buona parte dell'anno a provare anche se fecero un tour con Help Yourself & Ernie Graham che erano sotto contratto con lo stesso loro manager, fecero da backing band alla realizzazione dell'album d'esordio di Graham.
Suonarono alla seconda edizione del Glastonbury Festival, il loro brano venne selezionato per la tripla raccolta dal vivo Glastonbury Fayre.
Con il tempo e grazie ai concerti si creò un buon gruppo di fan e i giornalisti coniarono per il loro stile come per altri come gli Eggs over Easy il termine di pub rock. Il loro suono all'epoca ricordava da vicino quello della Band, soprattutto nello stile chitarristico di Robbie Robertson. Nel febbraio 1972 fecero da supporto agli Hawkwind ed ai Man al Greasy Truckers Party, dove registrarono un album dal vivo doppio unico ufficiale della loro carriera.
Nel 1972 uscì un album Nervous on the Road che sebbene non ebbe un elevato successo permise loro di fare da supporto a Paul McCartney con i Wings. Succedette Please Don't Ever Change del 1973. Parteciparono al The Old Grey Whistle Test ed al programma radiofonico di John Peel. Nel 1974 Dave Edmunds produsse il loro ultimo album The New Favourites of.. Brinsley Schwarz dal suono più levigato dei precedenti e che ricevette migliori recensioni rispetto agli ultimi lavori. Apparvero nelle tracce dal vivo dell'album Subtle as a Flying Mallet di Edmunds e realizzarono alcuni singoli sotto vari pseudonimi per poi sciogliersi nel 1975.
Schwarz e Andrews si unirono a Graham Parker & the Rumour, Rankin ai Terraplane mentre Lowe ed Edmunds diedero vita ai Rockpile.

## Formazione
- Nick Lowe
- Brinsley Schwarz
- Billy Rankin
- Bob Andrews
- Ian Gomm (1970-1974)

## Discografia
Album in studio
- 1970 - Brinsley Schwarz (United Artists Records/Capitol Records)
- 1970 - Despite It All (Capitol Records)
- 1972 - Silver Pistol (United Artists Records)
- 1972 - Nervous on the Road (United Artists Records/Liberty Records)
- 1973 - Please Don't Ever Change (United Artists Records)
- 1974 - The New Favourites of...Brinsley Schwarz (United Artists Records)

Raccolte
- 1974 - Original Golden Greats (United Artists Records)
- 1978 - 15 Thoughts of Brinsley Schwarz (United Artists Records)
- 1988 - It's All Over Now (Charly Records) Ritirato e distrutto. (Alcune copie si salvarono e vennero accreditate a Raime Schwarz[3]) Recorded 1974 at Rockfield Studios
- 1991 - Surrender to the Rhythm (EMI Music Records)
- 1998 - Hen's Teeth (Edsel Records)
- 2000 - Rarities (Ian Gomm Records)
- 2004 - Cruel to the Kind (Hux Records)
- 2004 - Peace, Love & Understanding (Vivid Records)

Con artisti vari
- 1972 - Glastonbury Fayre - The Electric Score (Revelation Enterprises Ldt. Records)
- 1972 - Greasy Truckers Party (United Artists Records)

Come gruppo di supporto
- 1971 - Ernie Graham (Liberty Records) di Ernie Graham
- 1973 - Once in a Blue Moon (Chrysalis Records) di Frankie Miller
- 1975 - Subtle as a Flying Mallet (RCA Victor Records) di Dave Edmunds